# Macarena Achaga
Macarena Achaga Figueroa (Mar del Plata, 5 de março de 1992) é uma atriz, modelo e cantora argentina. Se tornou conhecida ao estrear como atriz na novela mexicana Miss XV, além de ter sido integrante do grupo pop mexicano-argentino Eme 15, entre os anos de 2011 a 2014.

## Biografia
Macarena Achaga Figueroa nasceu no dia 5 de março de 1992 na cidade de Mar del Plata, Argentina. Filha dos arquitetos Leopoldo Achaga e Soledad Figueroa, ela possui um irmão oito anos mais novo chamado Santiago Achaga. Aos 15 anos, Macarena começou sua carreira como modelo, viajando até cinco horas por semana de ônibus de Mar del Plata a Buenos Aires para empregos. Ela assinou com a Pink Model Management em Buenos Aires. Por fim, ela assinou com a Mulittalient Agency, também localizada em Buenos Aires. Aos 18 anos, mudou-se para Buenos Aires para continuar sua carreira de modelo.

## Carreira

### Como modelo
Achaga iniciou sua carreira aos 15 anos como modelo de impressão em sua Argentina natal, com a Pink Models Management, sediada em Buenos Aires. Ela foi modelo de várias marcas de roupas argentinas como "Sweet Victorians" e "Doll Fins e Muaaa". Mais tarde, assinou como modelo da Agência Multitalent em Buenos Aires. Como modelo comercial e de moda, Achaga apareceu em dezenas de trabalhos impressos e de campanha. Ela apareceu em um comercial de biscoitos Marinela em 2010. Seus créditos em trabalhos impressos para revistas incluem "ParaTeens" e "Código Teen". Macarena apareceu também na capa da revista "Joy" e "Para Ti" em 2011. 
Aos 18 anos, ela trabalhou brevemente no México e na França para trabalhos de modelagem. Em agosto de 2009, ela fez um trabalho editorial para a Cosmopolitan Argentina e apareceu na campanha de primavera/verão de 2012 para bolsas da marca CLOĒ no México. Em agosto de 2011 e 2013, ela apareceu em editoriais para o InStyle México.
Em outubro de 2013, ela apareceu em uma campanha publicitária de conscientização do câncer de mama no México para as bolsas Tommy Hilfiger. Ela também apareceu em um anúncio de Web da minissérie o Nescafé Dolce Cafe, promovendo a marca ao lado de Gossip Girl: Acapulco no México. Achaga apareceu na capa e em um editorial divulgando modelos de vestidos de noiva para a edição especial "Novias" da revista Hola em novembro de 2014.
Em outubro de 2015, Achaga e o ator Gonzalo Garcia Vivanco apareceram em uma campanha impressa de outono para a Banana Republic no México.

### Na televisão
O primeiro trabalho de Achaga na televisão foi como co-apresentadora da versão argentina do programa de música MTV Latinoamérica Los 10+ Pedidos com Gabo Ramos em 2010. Ela deixou o programa em 2011, após ser convidada para audição da novela mexicana Miss XV. Achaga foi uma das oito atrizes consideradas no elenco final para o papel da antagonista Leonora. Em agosto de 2011, Achaga foi confirmada como a antagonista feminina Leonora Martínez, de Miss XV. Ela era a única argentina membro do elenco. As filmagens da série de televisão exigiram que Achaga fizesse a mudança permanente para a Cidade do México, onde a produção do programa durou de outubro de 2011 a junho de 2012. O programa estreou na Nickelodeon Latinoamérica em 16 de abril de 2012. No Canal 5, o programa começou a exibir episódios em 14 de maio de 2012. Apesar de seu sucesso no México, o programa não foi renovado para uma segunda temporada.
Em janeiro de 2013, Achaga foi oficialmente confirmada como Jenny Parra em Gossip Girl: Acapulco, o remake mexicano do popular programa de televisão dos Estados Unidos, Gossip Girl. Para participar do programa, o co-produtor Andrés Tovar exigiu que Macarena se livrasse de seu sotaque argentino, fazendo lições de fala para retratar com mais precisão um personagem mexicano. O produtor mexicano Pedro Torres co-produziu o show, juntamente com uma colaboração da Warner Channel International e da agência de produção mexicana El Mall. As filmagens da série começaram no final de janeiro em Acapulco, no México, e terminaram em maio de 2013. O show estreou em 5 de agosto de 2013 para o canal mexicano Golden Premiere. A série começou a ser exibida nas estações de televisão mexicanas Telehit em setembro e foi ao ar nos EUA no UniMas. Começou a ser exibida no Canal 5 em 11 de novembro de 2013. Em 14 de janeiro de 2014, o produtor Pedro Torres anunciou que Gossip Girl: Acapulco havia sido cancelada. Em julho de 2013, Achaga filmou El Librito Rojo, um curta-metragem no qual ela protagoniza, em Guanajuato, México. As filmagens foram realizadas em dois dias.

### 2014 – 2015
Em janeiro de 2014, ela filmou Páginas Negras, uma série de televisão com tema de terror estrelada por Alfonso Herrera em Buenos Aires. Um trailer do programa foi lançado no Vimeo em julho do mesmo ano. A data de lançamento ainda não foi definida, mas está programada para ser exibida na América Latina pelo Space. Ela filmou um papel no filme de drama peruana aclamado pela crítica, Magallanes, em 2014. O filme mais tarde exibido internacionalmente, e está programado para uma exibição no Festival Internacional de Cinema de Miami em 13 de março de 2016. No final de março de 2014, Maca viajou para Pucón, Chile para iniciar os ensaios de Sitiados, uma nova série de televisão de drama histórico coproduzida pela rede chilena TVN e FOX International Channels. De 1598 a 1601, a série é inspirada no relato verdadeiro de um grupo de mapuche que manteve 500 prisioneiros espanhóis em Villarrica, Chile, durante a Guerra de Arauco. A produção começou em 8 de abril de 2014 em Pucón. As filmagens foram concluídas em julho de 2014 após quase 4 meses. A série estreou exclusivamente em 2 de maio de 2015 no serviço de assinatura FOXPlay +, na América Latina. Uma semana depois, estreou na televisão na Fox América Latina em 10 de maio de 2015. 
De outubro de 2014 a abril de 2015, filmou a terceira temporada do drama musical da Fox América Latina, Cumbia Ninja, em Bogotá, Colômbia. A terceira e última temporada de Cumbia Ninja, composta por 17 episódios, estreou na América Latina em 29 de outubro de 2015 para a Fox América Latina. No início de outubro de 2015, Achaga viajou para Lima, Peru, para começar a filmar o drama televisivo El regreso de Lucas. O show é uma colaboração produzida pela rede argentina, Telefe e a rede peruana, América Televisión. Um total de 60 episódios foram filmados. O show estreou em 9 de novembro de 2016 no Peru. 

### 2016 – presente
Em meados de 2016, Achaga voltou à Cidade do México e começou a filmar o programa de televisão La piloto, que foi ao ar em 2017. A primeira temporada tem 80 episódios que foram ao ar pela Univision nos EUA. Em julho de 2017, Achaga foi escalada para a série de drama televisivo La bella y las bestias, que começou a filmar na Cidade do México por três meses. O programa terá 80 episódios e está previsto para ir ao ar em 2018. La piloto foi renovado para uma segunda temporada e as filmagens começaram no final de janeiro de 2018. Achaga sofreu uma lesão no joelho e depois saiu do show; seu papel de Olivia na série foi reformulado e Achaga foi substituída pela atriz mexicana Oka Giner, sua ex co-estrela em Gossip Girl Acapulco.
Seu grande sucesso, no entanto, veio em novembro de 2018 ao participar da série de TV mexicana Amar a Muerte, na qual deu vida a personagem Valentina Carvajal, que na história possuía uma relação amorosa com Juliana Valdés, interpretada pela atriz mexicana Bárbara López. Essa personagem deu à atriz reconhecimento internacional devido à grande aceitação que obteve, tanto do público, quanto por parte da crítica, visto que o famoso shipper "Juliantina", como é conhecido o relacionamento entre as duas personagens, constantemente é parte das tendências globais nas redes sociais. Além, é claro, de serem também é o primeiro casal lésbico a ser apresentado sem censura no horário nobre por sinal aberto do canal Las Estrellas, da Televisa.

## Filmografia

### Televisão
| Ano       | Título                           | Papel               | Notas                                           |
| --------- | -------------------------------- | ------------------- | ----------------------------------------------- |
| 2012      | Miss XV                          | Leonora Martínez    | Recorrente                                      |
| 2013      | Gossip Girl: Acapulco            | Jenny Parra         | Papel recorrente; 26 episódios                  |
| 2015      | Sitiados                         | Rocío de Salas      | Papel recorrente (1ª temporada); 8 episódios    |
| 2015      | Cumbia Ninja                     | Rocío               | Papel recorrente (3ª temporada); 13 episódios   |
| 2016–2017 | El regreso de Lucas              | Catalina Diaz Ayala | Papel recorrente, 58 episódios                  |
| 2017–2018 | La piloto                        | Olivia Nieves       | Série regular (1ª e 2º temporada); 82 episódios |
| 2017      | La doble vida de Estela Carrillo | Olivia Nieves       | Episódio: "Final: Parte 2"                      |
| 2018      | La bella y las bestias           | Emília Quintero     | Papel principal; 66 episódios                   |
| 2018–2019 | Amar a muerte                    | Valentina Carvajal  | Elenco principal; 88 episódios                  |
| 2019      | Juliantina                       | Valentina Carvajal  | Protagonista; 19 episódios                      |
| 2020      | El Candidato                     | Mariana             | 3 episódios                                     |
| 2021      | Luis Miguel: La Serie            | Michelle Salas      | 2ª temporada                                    |
| 2022      | Travesuras de la niña mala       | Arlette             |                                                 |

### Filmes
| Ano  | Título                       | Papel          | Notas                |
| ---- | ---------------------------- | -------------- | -------------------- |
| 2013 | El librito rojo              | Hippie         | Curta-metragem       |
| 2017 | Ciclos (Cycles)              | Sofía          | Curta-metragem       |
| 2019 | En las buenas y en las malas | Pamela         | Longa                |
| 2022 | La ira de Dios               | Luciana Blanco | Filme para a Netflix |

### Programas
| Ano       | Título           | Papel                     |
| --------- | ---------------- | ------------------------- |
| 2007–2011 | Los 10 + pedidos | Ela mesma / Apresentadora |

## Discografia
| Año  | Álbum                                                                                                 |
| ---- | --- |
| 2012 | Eme 15 - Lançamento: 26 de junho - Discográfica: Warner Music México - Formatos: CD, Download Digital |

### Videoclipes
| Ano  | Vídeo                                       | Artista        |
| ---- | ------------------------------------------- | -------------- |
| 2012 | "País das maravilhas"                       | Eme 15         |
| 2012 | "Solamente tu"                              | Eme 15         |
| 2013 | "Diferente" (Ao vivo do Auditório Nacional) | Eme 15         |
| 2013 | "Baila"                                     | Eme 15         |
| 2013 | Campanha "Muévete con Chester Cheetos"      | Eme 15         |
| 2015 | Tú                                          | Jary           |
| 2015 | "Bajo el agua"                              | Manuel Medrano |
| 2016 | "Química"                                   | Reyno          |

## Prêmios e Indicações
| Ano  | Prêmio                       | Categoria                           | Trabalho              | Resultado |
| ---- | ---------------------------- | ----------------------------------- | --------------------- | --------- |
| 2012 | Kids Choice Awards México    | Vilão Favorito                      | Miss XV               | Venceu    |
| 2013 | Kids Choice Awards Argentina | Revelacão                           | Gossip Girl: Acapulco | Indicado  |
| 2015 | Kids Choice Awards México    | Fashionista Favorita                | Ela mesma             | Indicado  |
| 2019 | Prêmios TVyNovelas           | Melhor atriz co-protagonista        | Amar a Muerte         | Venceu    |
| 2019 | Premios Eres                 | Melhor Atriz                        | Amar a Muerte         | Indicado  |
| 2019 | Premios Eres                 | Melhor Beijo (com Bárbara López)    | Amar a Muerte         | Indicado  |
| 2019 | MTV Millennial Awards        | Casal em Chamas (com Bárbara López) | Amar a Muerte         | Venceu    |
| 2019 | MTV Millennial Awards        | Melhor Fandom (com Juliantina)      | Amar a Muerte         | Venceu    |
| 2019 | E! Online TV Scoop Awards    | Melhor Casal (com Bárbara López)    | Amar a Muerte         | Venceu    |
| 2019 | E! Online TV Scoop Awards    | Melhor Fandom (com Juliantina)      | Amar a Muerte         | Venceu    |
| 2019 | Kids Choice Awards México    | Instagrammer Favorito               | Ela mesma             | Venceu    |